# Grace Ineza Umuhoza
Grace Ineza Umuhoza, née en 1996, est une militante écologiste et écoféministe rwandaise, fondatrice de deux organisations d'éducation et de sensibilisation au changement climatique.
En 2022, elle participe à la COP27 où elle propose la création d'un fonds international destiné à couvrir les pertes et les dommages dus au réchauffement climatique, notamment dans les pays les plus vulnérables. Elle participe également à la COP28.

## Jeunesse et formation
Grace Ineza Umuhoza naît en 1996. Scolarisée dans l'école APACOPE (Association of Parents for the Contribution and Promotion of Education) puis au lycée Notre-Dame-de-Cîteaux de Kigali, elle étudie ensuite les mathématiques et la physique-chimie à l'université du Rwanda. Elle obtient en 2018 un Bachelor en ingénierie de l'eau et de l'environnement,.

## Engagement militant
Dès la fin du lycée, elle imagine l'initiative « Baby an Angel », dont le but est d'offrir des services de garde d'enfants tout en permettant aux jeunes femmes d'avoir un emploi. Ce projet lui vient à l'esprit après avoir découvert que les jeunes mères sont souvent inquiètes dans leur vie professionnelle de ne pas pouvoir faire confiance aux personnes qui gardent leurs enfants et que, de l'autre côté, de nombreuses jeunes filles ont peu d'opportunités pour travailler dans le domaine de l'aide à domicile. Elle met toutefois son projet en pause pour se concentrer sur ses études. L'initiative reçoit en 2016 un prix d'innovation africain, ce qui l'aide à attirer des investisseurs.
En 2017, consciente des enjeux de réchauffement climatique et donc de transition écologique, Ineza Grace postule pour le programme Moremi Initiative Leadership and Empowerment Development, destiné à former les jeunes femmes souhaitant acquérir des compétences de leadership et y est reçue. Elle est ensuite sélectionnée comme participante au premier forum de la Convention des Nations unies sur la lutte contre la désertification, organisé en Chine, à la suite de quoi elle fonde au Rwanda l'association Green Fighters. Cette association intervient en collaboration avec l'université du Rwanda pour former les élèves de l'enseignement primaire à prendre soin de l'environnement. Dès avril 2018, dix écoles sont impliquées dans le dispositif et un nettoyage citoyen permet le ramassage d'une tonne de plastique dans le district de Nyarugenge.
Par la suite, l'association est renommée Green Protector et sa mission s'oriente également vers le reboisement et la lutte contre la désertification.
D'autre part, Umuhoza fonde et devient coordinatrice au niveau mondial de Loss and Damage Youth Coalition, une association internationale regroupant dès sa création quatre cents jeunes de quarante pays. Cette association milite pour une compensation des pertes et dommages dus au réchauffement climatique dans les pays les plus vulnérables par les pays les plus émetteurs de gaz à effet de serre. Son argumentaire repose sur le fait que la température moyenne du Rwanda a augmenté de plus de 1,4°C entre 1971 et 2016, amenant notamment un accroissement des inondations qui affectent plus particulièrement les populations rurales et les femmes.
Elle participe à la COP26 en 2021, lors de laquelle elle se dit déçue par la lenteur des décisions prises. Le 22 juin 2023, lors du Sommet pour un nouveau pacte financier mondial qui se tient à Paris, elle prend la parole aux côtés d'Helena Gualinga, de Mitzi Jonelle Tan, de Vanessa Nakate et de Greta Thunberg.
En novembre 2023 et décembre 2023, elle prend la parole lors de la COP28 à Dubaï. Elle doit également participer à la COP 29 à Bakou en 2024. Son engagement est décrit comme écoféministe.